# Metodiu de Salonic

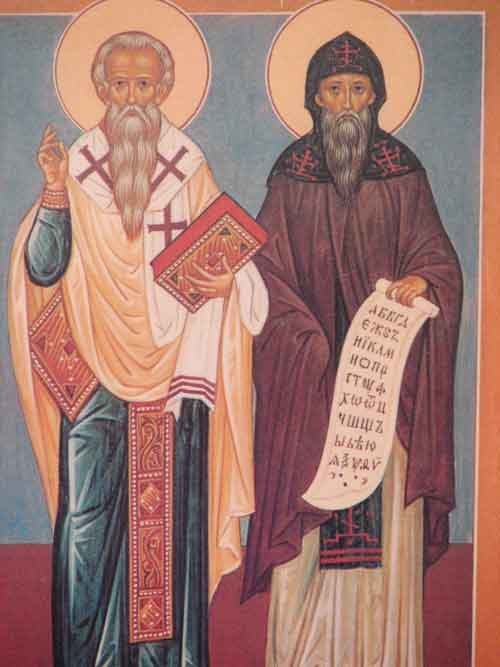
Sfinții Chiril (dreapta) și Metodiu (stânga).

Metodiu de Salonic (în macedoneană Методиј, în bulgară Методий, în greacă Μεθόδιος, transliterat: Methodios, în slavonă Мефодии, în sârbă Методије, în cehă Metoděj, în slovacă Metod, în rusă Мефодий; n. 815 d.Hr., Salonic, Imperiul Roman de Răsărit – d. 6 aprilie 885 d.Hr., Velehrad⁠(d), Zlín, Cehia) a fost un misionar creștin de origine grecească, originar din Salonic. (Vezi și Sfinții Chiril și Metodiu).
Împreună cu fratele său, Chiril, a creat alfabetul chirilic și a răspândit creștinismul (începând din 863) în Moravia și Panonia. Metodiu și Chiril au tradus împreună Biblia și textele liturgice în limba slavonă, scrise în alfabetul care mai târziu a fost numit „chirilic”.
Biblioteca Națională „Sfinții Chiril și Metodiu” de la Sofia a fost denumită în cinstea celor doi frați. Tot pentru a onora personalitățile lui Chiril și Metodiu, asteroidul descoperit pe 9 august 1978 de către astronomii sovietici L.I. Cernîh și N.C. Cernîh la Observatorul Astronomic Naucinîi din Crimeea a fost numit 2609 Kiril-Metodi.

## Sărbători
- 14 februarie: în calendarul romano-catolic
- 11 mai: în calendarul ortodox